# دولت انتقالی عراق
دولت انتقالی عراق عنوان دولت حاکم بر عراق از تاریخ ۳ مه ۲۰۰۵ تا ۲۰ مه ۲۰۰۶ اطلاق می‌شود. این دولت در تاریخ ۲۸ آوریل ۲۰۰۸ مورد تأیید مجلس نمایندگان عراق قرار گرفت و رئیس‌جمهور (جلال طالبانی) و دو جانشینش با رای اکثریت دو سوم مجلس نمایندگان عراق تأیید شدند. نمایندگان این مجلس در انتخابات مجلس عراق (دسامبر ۲۰۰۵) انتخاب شده بودند. نخست‌وزیر (ابراهیم جعفری) نیز از جانی حزب سیاسی غالب در پارلمان (ائتلاف ملی عراق) تعیین شد و با رای دو سوم نمایندگان مورد تأیید قرار گرفت و موظف به تشکیل کابینه دولت شد. اعضای دولت انتقالی در حالی در روز ۳ مه سوگند یاد کردند که برخی از پست‌های کابینه هنوز خالی بود. ۶ وزیر باقی‌مانده کابینه پنج روز بعد معرفی شدند. این کابینه شامل ۳۲ وزیر، نخست‌وزیر و چهار معاونش، رئیس‌جمهور و دو معاون اول وی بود.